# Daanbantayan
Daanbantayan es un municipio filipino perteneciente a la provincia de Cebú, en las Bisayas Centrales.

## Toponimia
El lugar puede encontrarse referido como Daanbantayan y Daan-Bantayán.

## Geografía
Se encuentra en la costa noroccidental de la isla de Cebú.

## Historia
Hacia comienzos del siglo XX, el lugar, ya por entonces perteneciente a la provincia de Cebú, tenía contabilizada una población de 8899 habitantes. En 2020, el municipio de Daanbantayan tenía censados 93 502 habitantes.